# ガーナ関係記事の一覧
ガーナ関係記事の一覧（ガーナかんけいきじのいちらん）は、ガーナ関連記事を一覧にしたものである。独立前の関係記事も取り扱う。
- ガーナ出身の人物についてはガーナ人の一覧を参照。

## 英数字・記号
- .gh
- ISO 3166-2:GH
- BTR-60 - 同国が所有する装甲兵員輸送車。かつてのソビエト連邦で開発された軍用車両の一つで、仕様は装輪装甲車である
- The Big Six (ガーナ)
- 2千年紀
- 9K32 - ソ連が開発した携帯式防空ミサイルシステム。同国軍はこれを所有している

## あ行
- アクラ宣言（英語版）
- アシャンティ王国 - 嘗て存在していた王国の一つ
- アフリカ
- アフリカ諸国連合
- アフリカ統一機構
- アフリカ連合
- アフリカネイションズカップ2010
- アフリカの紛争一覧
- アンゴラ民族解放戦線 - ガーナは嘗てこの組織へ支援を行なっていた
- イギリス - 嘗ての宗主国
  - イギリス領トーゴランド - かつて存在していたイギリスの植民地の一つ。同国の前身地域の一部
  - 英領ゴールド・コースト - かつて存在していたイギリスの植民地の一つ。同国の前身地域の一部でもある
- 祈りのキャンプ（英語版）
- エウェ人
- エチオピア区
- エルミナ - 同国の都市の一つ
- 黄金海岸
- 黄熱

## か行
- ガーナインターネットエクスチェンジ（英語版）
- ガーナ王国 - かつて存在していた王国
- ガーナ軍
  - ガーナ海軍（英語版）
  - ガーナ空軍
  - ガーナ陸軍（英語版）
- ガーナ刑務所サービス（英語版）
- ガーナ国防省（英語版）
- ガーナ歳入庁（英語版）
- ガーナ人
- ガーナ大学
- ガーナチョコレート - 製菓メーカーのロッテが販売しているチョコレートブランドの一つ。同国産カカオを使用している事が名の由来ともなっている
- ガーナの学校の一覧（英語版）
  - ガーナの高等学校の一覧（英語版）
  - ガーナの大学一覧（英語版）
  - ガーナのポリテクニック一覧（英語版）
- ガーナの政党の一覧
- ガーナの大統領
- ガーナの地方行政区画
- ガーナ保健省（英語版）
  - ガーナ保健サービス（英語版） - ガーナ政府機関の一つ。略称はGHS。1993年に結成され1996年に設立された
- カカオ - 生産物
- ギニア湾
- 金 - 同国で産出されている
- キンタンポ文化
- グベ語群
- 国際刑事裁判所 - 同国はこの裁判所の加盟国の一つである
- 国際原子力機関 - 同国はこの機関に加盟・所属している国の一つである
- 国際連合安全保障理事会決議
  - 国際連合安全保障理事会決議の一覧 (101-200)
  - 国際連合安全保障理事会決議の一覧 (601-700)
- 国際連合人権理事会
- 国民議会 (ガーナ)

## さ行
- サハラ交易
- サハラ砂漠
- サブサハラアフリカ
- 信託統治
- セコンディ・タコラディ - 同国の都市
- セディ - 通貨単位。補助通貨はペセワ (Pesewa) で、1セディ=100ペセワ

## た行
- 第二共和政
- ダイヤモンド - 同国で産出されている
- ドイツ領トーゴラント
- 奴隷貿易 - 同国はこの貿易による人身売買を強いられ、戦争同様に多数の犠牲者を出している

## な行
- 西アフリカ
- 西アフリカ諸国経済共同体監視団
- 西トーゴランド - 未承認国家の一つ。2020年9月25日にガーナからの独立宣言を行なっているが、ガーナはこの国家の独立を認めていない。

## は行
- ハイライフ
- パン・アフリカ主義
- ビースト・オブ・ノー・ネーション - 映画作品。同国で撮影されたものとして知られている
- 東側諸国 - 同国はこの勢力圏に与していた
- ベゴー
- ボノ・マンソ - 都市

## ま行
- マリ北部紛争 (2012年)
- マンカラ - ボードゲームの一種。
- ムラービト朝 - かつて存在していたイスラム王朝の一つ。ガーナ王国を支配下に置いていた
- モシ人

## や行
- ヨルバ人

## ら行
- ルワンダ紛争 - アフリカ諸国へ数々の影響を及ぼした
- ルワンダ虐殺 - ガーナ人兵士が大統領警護隊により暗殺されるという事案が発生している
- レコンキスタ - 同国の歴史に密接に関わっている
- ログローニョ - スペインのラ・リオハ州に在る都市で同州の州都でもある。この都市に暮らす移民の出身国の一つに同国が挙げられる